# Municipio de Newark (Ohio)
El municipio de Newark (en inglés: Newark Township) es un municipio ubicado en el condado de Licking en el estado estadounidense de Ohio. En el año 2010 tenía una población de 1967 habitantes y una densidad poblacional de 116,98 personas por km².

## Geografía
El municipio de Newark se encuentra ubicado en las coordenadas 40°5′23″N 82°25′40″O / 40.08972, -82.42778. Según la Oficina del Censo de los Estados Unidos, el municipio tiene una superficie total de 16.81 km², de la cual 16,75 km² corresponden a tierra firme y (0,4 %) 0,07 km² es agua.

## Demografía
Según el censo de 2010, había 1967 personas residiendo en el municipio de Newark. La densidad de población era de 116,98 hab./km². De los 1967 habitantes, el municipio de Newark estaba compuesto por el 97 % blancos, el 0,81 % eran afroamericanos, el 0,15 % eran amerindios, el 0,56 % eran asiáticos, el 0,25 % eran de otras razas y el 1,22 % eran de una mezcla de razas. Del total de la población el 0,56 % eran hispanos o latinos de cualquier raza.